# Université de Paris XIII Paris-Nord

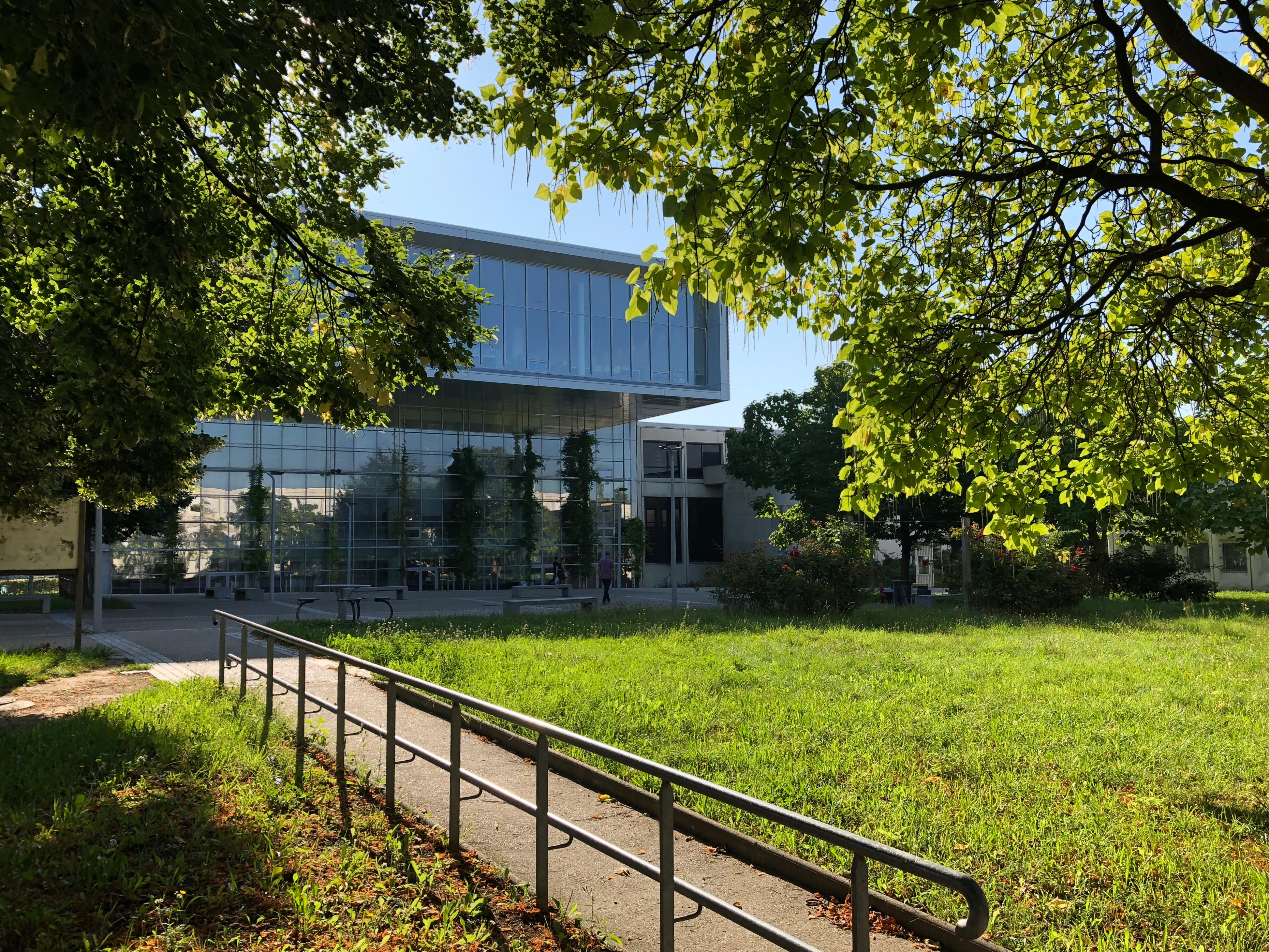
Biblioteka na kampusie Villetaneuse

Université Sorbonne Paris Nord, dawniej Université de Paris XIII – jeden z 13 autonomicznych uniwersytetów, powstałych po podziale Uniwersytetu Paryskiego. W skład uczelni wchodzi 5 kampusów (Villetaneuse, Bobigny, Saint-Denis, la Plaine Saint-Denis oraz Argenteuil) znajdujących się w dwóch departamentach po północnej stronie aglomeracji Paryża: Sekwana-Saint-Denis (fr. Seine-Saint-Denis) i Dolinie Oise (fr. Val d’Oise).

## Historia
Uczelnia powstał na początku lat 60. XX wieku z polecenia rektora Akademii Paryskiej (fr. Académie de Paris), jako trzeci wydział nauk w Villetaneuse. Następnie we wrześniu 1969 r. w Saint-Denis utworzono centrum naukowe o statusie wydziału Uniwersytetu Paryskiego. W rezultacie strajków studenckich z maja 1968, rząd francuski przyjął reformę szkolnictwa wyższego, która spowodowała utworzenie w regionie aglomeracji Paryża Île-de-France – 13 niezależnych interdyscyplinarnych uniwersytetów, zastępujących wydziały Uniwersytetu Paryskiego. Tym samym kampusy w Villetaneuse i Saint-Denis stały się „Uniwersytetem Paryskim-XIII”. 